# George Arthur Fraser
Pour les articles homonymes, voir George Fraser et Fraser.
George Arthur Fraser (17 mai 1866-2 mars 1930) est un homme politique canadien de la Colombie-Britannique. Il est député provincial conservateur de la circonscription britanno-colombienne de Grand Forks de 1903 à 1907.
Fraser meurt à Victoria en mars 1930 à l'âge de 63 ans.